# Goldstream (Alaska)
Goldstream es una lugar designado por el censo situado en el borough de Fairbanks North Star en el estado estadounidense de Alaska. Según el censo de 2010 tenía una población de 3557 habitantes. Se encuentra a poca distancia al norte del río Tanana, antes de su desembocadura en el río Yukón.

## Demografía
Según el censo de 2010, Goldstream tenía una población en la que el 89,0% eran blancos, 0,6% afroamericanos, 3,4% amerindios, 0,7% asiáticos, 0,0% isleños del Pacífico, el 0,7% de otras razas, y el 5,5% pertenecían a dos o más razas. Del total de la población el 2,5% eran hispanos o latinos de cualquier raza.